# William Patrick Hitler
Pour les articles homonymes, voir Hitler (homonymie).
William Patrick Hitler (plus tard Stuart-Houston) (né le 12 mars 1911, à Liverpool, Angleterre, Royaume-Uni — mort le 14 juillet 1987 à Patchogue, État de New York, États-Unis), surnommé Willy, était le neveu d'Adolf Hitler, né de son demi-frère Alois et de Bridget Dowling, d'origine irlandaise, épousée en premières noces.

William partit d'abord s'installer en Allemagne, puis s'en échappa pour finalement s'installer aux États-Unis où il s'engagea contre son oncle durant la Seconde Guerre mondiale.

## Biographie
Le neveu d'Hitler est appelé par les plus anciens habitants de Liverpool et dans le folklore local « Billy » ou « Paddy » Hitler. La famille habitait dans un appartement au 102 Upper Stanhope Street, qui fut détruit durant le dernier raid aérien allemand du blitz de Liverpool le 10 janvier 1942. Bridget Dowling écrivit un manuscrit appelé My Brother-in-Law Adolf, dans lequel elle affirme qu'Adolf Hitler voyagea à Liverpool avec elle et Alois de novembre 1912 à avril 1913, afin d'éviter l'ordre de mobilisation générale en Autriche. Le récit était populaire, mais la plupart des historiens le considèrent comme fantaisiste.
En 1914, Aloïs retourne en Allemagne, mais Bridget refusant de l'accompagner, il devient violent. Incapable de reprendre contact du fait du déclenchement de la Première Guerre mondiale, Aloïs abandonne sa famille, laissant l'éducation de William à sa mère. Il se remarie mais rétablit le contact au milieu des années 1920 quand il écrivit à Bridget en lui demandant d'envoyer William en république de Weimar pour une visite. Elle accepte finalement en 1929, quand William atteint ses 18 ans (Aloïs eut un autre fils avec sa femme allemande, Heinz Hitler, qui, à la différence de son demi-frère, devint un fervent nazi et mourut en captivité chez les soviétiques).
En 1933, William Patrick Hitler retourne en Allemagne nazie en tentant de bénéficier de l'accession au pouvoir de son oncle. Celui-ci lui trouve un travail dans une banque. Plus tard, il travaille dans une usine de voiture Opel puis comme vendeur d'automobile. Insatisfait, William Patrick s'entête à demander à son oncle un meilleur travail, et il y eut des rumeurs qui prétendaient qu'il menaçait de vendre des histoires embarrassantes à propos de sa famille à la presse s'il n'en obtenait pas un ; parmi les rumeurs le mariage bigame de son père ou des origines juives, rumeurs jugées par François Kersaudy infondées mais suffisamment compromettantes pour qu'Adolf Hitler fasse détruire des dossiers sur ses origines et nie ses liens de parenté avec William Patrick. En 1938, Adolf demande à William de renoncer à sa nationalité britannique en échange. Craignant un piège, William est pris de panique et s'enfuit d'Allemagne. Retournant à Londres, il écrit un article pour le magazine Look intitulé « Pourquoi je déteste mon oncle ». 
En 1939, William et sa mère se rendent aux États-Unis pour un voyage touristique sur l'invitation de William Randolph Hearst, et y restent lorsque la Seconde Guerre mondiale éclate. Il écrira à Franklin Delano Roosevelt, le président américain en fonction, pour lui faire part de sa volonté de rejoindre l'US Navy en 1944 et y restera jusqu'en 1947.
Revenu à la vie civile, il change de patronyme et se fait appeler « Stuart-Houston ». Il se marie avec Phyllis Jean-Jacques (1923-2004) et déménage à Patchogue dans l'île de Long Island.
De son mariage, il a quatre fils :
- Alexandre Adolf Stuart-Houston, né en 1949 ;
- Louis Stuart-Houston, né en 1951 ;
- Howard Ronald Stuart-Houston (1957-1989), agent à l'IRS ;
- Brian William Stuart-Houston, né en 1965.

Selon certaines rumeurs, un pacte fut scellé entre les quatre frères par lequel chacun d'eux se refuserait à avoir des enfants afin que la lignée agnatique d'Hitler s'éteigne. Toutefois, l'aîné, Alexander Adolf a démenti cette rumeur.